# Шмель Шренка
Шмель Шренка (лат. Bombus schrencki) — вид шмелей подрода Thoracobombus.

## Описание
Самки длиной 14—21 мм, рабочие особи — 10—15 мм и самцы — 10—16 мм. От многих других видов шмелей отличается одноцветной окраской спинки и брюшка, покрытых рыжими или желтоватыми волосками; при этом базальные половины 3—5-го тергитов брюшка в чёрных волосках, образующих перевязи. Места обитания — леса и лесные поляны.

## Распространение
Лесотундровая и таежная зоны европейской части России, Урал, Сибирь и Дальний Восток (к северу, по-видимому, до подзоны северной тайги), включая Камчатку, Сахалин и Курильские острова; север Монголии, северо-восток Китая, Корейский полуостров.

## Классификация
В России встречается четыре подвида шмеля Шренка:
- Bombus schrencki schrencki Morawitz, 1881
- Bombus schrencki konakovi Panfilov, 1956
- Bombus schrencki kuwayamai Sakagami et Ishikawa, 1969
- Bombus schrencki mironowianus Vogt, 1911

## Охрана
Стал редким и охраняется во многих регионах России, например, в Нижегородской области. Занесён в Красную книгу Республики Беларусь.